# Лунен (Апелдорн)
Лунен (нід. Loenen) — село в нідерландській провінції Гелдерланд. Входить до муніципалітету Апелдорн.
До 1818 року мало статус окремого муніципалітету.

## Національне почесне кладовище
Неподалік Лунена розташоване Національне почесне кладовище(нід. Nationaal Ereveld Loenen), на якому, почниаючи з 1948 року, проводилися перепоховання учасників руху опору, політичних в'язнів і військових, що загинули під час Другої світової війни і були поховані за кордоном. Кладовище складається із близько 4 тисяч поховань.

## Галерея

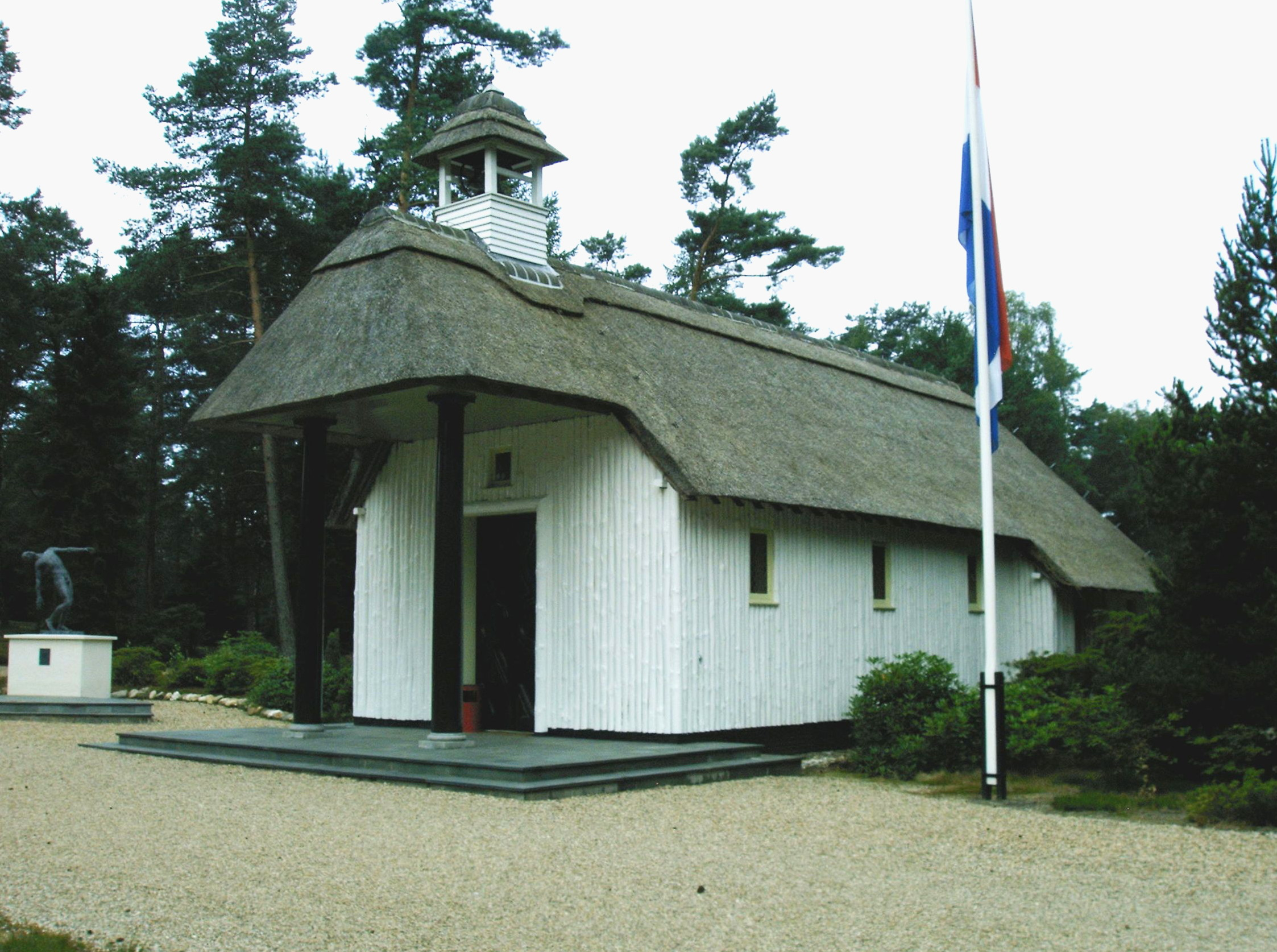
Каплиця в Лунені